# Éliminatoires du Championnat d'Europe de football 1984
Navigation
Éliminatoires Euro 1980 Éliminatoires Euro 1988
Les éliminatoires du championnat d'Europe de football 1984 sont disputés en 1982 et 1983 par 32 équipes nationales, réparties en trois groupes de quatre et quatre groupes de cinq équipes. Les vainqueurs de chaque groupe se qualifient pour le Championnat d'Europe de football 1984 et rejoignent la France, qualifiée d'office en tant que pays organisateur.
Parmi les éliminés de marque figurent :
- L'Angleterre, qui échoue à un point de la qualification, en grande partie à cause d'une défaite 1-0 à Wembley face au Danemark, futur qualifié.

- Les Pays-Bas, éliminés au nombre de buts marqués par l'Espagne, alors que les deux équipes ont fini à égalité avec la même différence de buts [+16]. Les Espagnols ont en effet bénéficié du calendrier, jouant en dernier contre la faible équipe de Malte que les Pays-Bas venaient de balayer quatre jours plus tôt (5-0), en sachant donc d'avance le nombre de buts à inscrire (11) pour terminer le groupe en tête. L'Espagne s'est finalement imposée sur le score incroyable de 12 à 1 (dont sept buts inscrits dans la dernière demi-heure)...

- L'URSS, éliminée à la dernière journée après une défaite 1-0 au Portugal, qui se qualifie grâce à un pénalty généreux transformé par Rui Jordão juste avant la mi-temps, alors qu'un match nul suffisait aux soviétiques pour se qualifier.

- L'Italie, championne du monde, qui réalise un parcours indigne de son statut en terminant à l'avant-dernière place de son groupe (défaite 0-3 à domicile face à la Suède, match nul 1-1 à Chypre, défaites à l'extérieur et sans marquer de but face à la Suède (0-2), la Roumanie (0-1) et la Tchécoslovaquie (0-2) et une seule victoire à la dernière journée).

Une victoire rapporte 2 points, un nul 1 point et une défaite 0 point.

## Groupe 1
| Rang | Équipe             | Pts | J | G | N | P | Bp | Bc | Diff |  | Résultats (▼ dom., ► ext.) |     |     |     |     |
| ---- | ------------------ | --- | - | - | - | - | -- | -- | ---- |  | -------------------------- | --- | --- | --- | --- |
| 1    | Belgique           | 9   | 6 | 4 | 1 | 1 | 12 | 8  | +4   |  | Belgique                   |     | 3-0 | 2-1 | 3-2 |
| 2    | Suisse             | 6   | 6 | 2 | 2 | 2 | 7  | 9  | -2   |  | Suisse                     | 3-1 |     | 0-0 | 2-0 |
| 3    | Allemagne de l'Est | 5   | 6 | 2 | 1 | 3 | 7  | 7  | 0    |  | Allemagne de l'Est         | 1-2 | 3-0 |     | 2-1 |
| 4    | Écosse             | 4   | 6 | 1 | 2 | 3 | 8  | 10 | -2   |  | Écosse                     | 1-1 | 2-2 | 2-0 |     |

## Groupe 2
| Rang | Équipe           | Pts | J | G | N | P | Bp | Bc | Diff |  | Résultats (▼ dom., ► ext.) |     |     |     |     |
| ---- | ---------------- | --- | - | - | - | - | -- | -- | ---- |  | -------------------------- | --- | --- | --- | --- |
| 1    | Portugal         | 10  | 6 | 5 | 0 | 1 | 11 | 6  | +5   |  | Portugal                   |     | 1-0 | 2-1 | 5-0 |
| 2    | Union soviétique | 9   | 6 | 4 | 1 | 1 | 11 | 2  | +9   |  | Union soviétique           | 5-0 |     | 2-0 | 2-0 |
| 3    | Pologne          | 4   | 6 | 1 | 2 | 3 | 6  | 9  | -3   |  | Pologne                    | 0-1 | 1-1 |     | 1-1 |
| 4    | Finlande         | 1   | 6 | 0 | 1 | 5 | 3  | 14 | -11  |  | Finlande                   | 0-2 | 0-1 | 2-3 |     |

## Groupe 3
| Rang | Équipe     | Pts | J | G | N | P | Bp | Bc | Diff |  | Résultats (▼ dom., ► ext.) |     |     |     |     |     |
| ---- | ---------- | --- | - | - | - | - | -- | -- | ---- |  | -------------------------- | --- | --- | --- | --- | --- |
| 1    | Danemark   | 13  | 8 | 6 | 1 | 1 | 17 | 5  | +12  |  | Danemark                   |     | 2-2 | 1-0 | 3-1 | 6-0 |
| 2    | Angleterre | 12  | 8 | 5 | 2 | 1 | 23 | 3  | +20  |  | Angleterre                 | 0-1 |     | 0-0 | 2-0 | 9-0 |
| 3    | Grèce      | 8   | 8 | 3 | 2 | 3 | 8  | 10 | -2   |  | Grèce                      | 0-2 | 0-3 |     | 2-2 | 1-0 |
| 4    | Hongrie    | 7   | 8 | 3 | 1 | 4 | 18 | 17 | +1   |  | Hongrie                    | 1-0 | 0-3 | 2-3 |     | 6-2 |
| 5    | Luxembourg | 0   | 8 | 0 | 0 | 8 | 5  | 36 | -31  |  | Luxembourg                 | 1-2 | 0-4 | 0-2 | 2-6 |     |

## Groupe 4
| Rang | Équipe         | Pts | J | G | N | P | Bp | Bc | Diff |  | Résultats (▼ dom., ► ext.) |     |     |     |     |
| ---- | -------------- | --- | - | - | - | - | -- | -- | ---- |  | -------------------------- | --- | --- | --- | --- |
| 1    | Yougoslavie    | 8   | 6 | 3 | 2 | 1 | 12 | 11 | +1   |  | Yougoslavie                |     | 4-4 | 3-2 | 2-1 |
| 2    | Pays de Galles | 7   | 6 | 2 | 3 | 1 | 7  | 6  | +1   |  | Pays de Galles             | 1-1 |     | 1-0 | 1-0 |
| 3    | Bulgarie       | 5   | 6 | 2 | 1 | 3 | 7  | 8  | -1   |  | Bulgarie                   | 0-1 | 1-0 |     | 2-2 |
| 4    | Norvège        | 4   | 6 | 1 | 2 | 3 | 7  | 8  | -1   |  | Norvège                    | 3-1 | 0-0 | 1-2 |     |

## Groupe 5
| Rang | Équipe          | Pts | J | G | N | P | Bp | Bc | Diff |  | Résultats (▼ dom., ► ext.) |     |     |     |     |     |
| ---- | --------------- | --- | - | - | - | - | -- | -- | ---- |  | -------------------------- | --- | --- | --- | --- | --- |
| 1    | Roumanie        | 12  | 8 | 5 | 2 | 1 | 9  | 3  | +6   |  | Roumanie                   |     | 2-0 | 0-1 | 1-0 | 3-1 |
| 2    | Suède           | 11  | 8 | 5 | 1 | 2 | 14 | 5  | +9   |  | Suède                      | 0-1 |     | 1-0 | 2-0 | 5-0 |
| 3    | Tchécoslovaquie | 10  | 8 | 3 | 4 | 1 | 15 | 7  | +8   |  | Tchécoslovaquie            | 1-1 | 2-2 |     | 2-0 | 6-0 |
| 4    | Italie          | 5   | 8 | 1 | 3 | 4 | 6  | 12 | -6   |  | Italie                     | 0-0 | 0-3 | 2-2 |     | 3-1 |
| 5    | Chypre          | 2   | 8 | 0 | 2 | 6 | 4  | 21 | -17  |  | Chypre                     | 0-1 | 0-1 | 1-1 | 1-1 |     |

## Groupe 6
| Rang | Équipe               | Pts | J | G | N | P | Bp | Bc | Diff |  | Résultats (▼ dom., ► ext.) |     |     |     |     |     |
| ---- | -------------------- | --- | - | - | - | - | -- | -- | ---- |  | -------------------------- | --- | --- | --- | --- | --- |
| 1    | Allemagne de l'Ouest | 11  | 8 | 5 | 1 | 2 | 15 | 5  | +10  |  | Allemagne de l'Ouest       |     | 0-1 | 3-0 | 5-1 | 2-1 |
| 2    | Irlande du Nord      | 11  | 8 | 5 | 1 | 2 | 8  | 5  | +3   |  | Irlande du Nord            | 1-0 |     | 3-1 | 2-1 | 1-0 |
| 3    | Autriche             | 9   | 8 | 4 | 1 | 3 | 15 | 10 | +5   |  | Autriche                   | 0-0 | 2-0 |     | 4-0 | 5-0 |
| 4    | Turquie              | 7   | 8 | 3 | 1 | 4 | 8  | 16 | -8   |  | Turquie                    | 0-3 | 1-0 | 3-1 |     | 1-0 |
| 5    | Albanie              | 2   | 8 | 0 | 2 | 6 | 4  | 14 | -10  |  | Albanie                    | 1-2 | 0-0 | 1-2 | 1-1 |     |

L'Allemagne de l'Ouest a obtenu sa qualification face à l'Irlande du Nord pour une meilleure différence de buts. Le règlement prévoit en effet de départager deux équipes à égalité de points par la différence de buts et non par le résultat des confrontations directes, toutes deux remportées par l'Irlande du Nord.

## Groupe 7
| Rang | Équipe               | Pts | J | G | N | P | Bp | Bc | Diff |  | Résultats (▼ dom., ► ext.) |     |     |     |     |      |
| ---- | -------------------- | --- | - | - | - | - | -- | -- | ---- |  | -------------------------- | --- | --- | --- | --- | ---- |
| 1    | Espagne              | 13  | 8 | 6 | 1 | 1 | 24 | 8  | +16  |  | Espagne                    |     | 1-0 | 2-0 | 1-0 | 12-1 |
| 2    | Pays-Bas             | 13  | 8 | 6 | 1 | 1 | 22 | 6  | +16  |  | Pays-Bas                   | 2-1 |     | 2-1 | 3-0 | 5-0  |
| 3    | République d'Irlande | 9   | 8 | 4 | 1 | 3 | 20 | 10 | +10  |  | République d'Irlande       | 3-3 | 2-3 |     | 2-0 | 8-0  |
| 4    | Islande              | 3   | 8 | 1 | 1 | 6 | 3  | 13 | -10  |  | Islande                    | 0-1 | 1-1 | 0-3 |     | 1-0  |
| 5    | Malte                | 2   | 8 | 1 | 0 | 7 | 5  | 37 | -32  |  | Malte                      | 2-3 | 0-6 | 0-1 | 2-1 |      |

 L'Espagne a obtenu sa qualification grâce à une meilleure attaque par rapport aux Pays-Bas.

## Les qualifiés
Les 8 équipes qualifiées pour le tournoi final sont :
| - France (pays organisateur) - Belgique - vainqueur du groupe 1 - Portugal - vainqueur du groupe 2 - Danemark - vainqueur du groupe 3 - Yougoslavie - vainqueur du groupe 4 - Roumanie - vainqueur du groupe 5 - Allemagne de l'Ouest - vainqueur du groupe 6 (tenant du titre) - Espagne - vainqueur du groupe 7 |

## Sources
- (en) European Championship 1984 - Qualifying - Full Details, sur rsssf.com
- Site de l'UEFA